# رسانه شبکه
رسانه شبکه (به انگلیسی: Network media) به کانال مخابراتی مورد استفاده برای اتصال گره ها در شبکه رایانه‌ای گفته می‌شود. نمونه های معمول رسانه شبکه شامل کابل کواکسیال، کابل زوج به‌هم‌تابیده و کابل فیبر نوری مورد استفاده در شبکه های سیمی و موج‌های رادیویی مورد استفاده در شبکه های ارتباط بی سیم است.